# 弁財天白龍王大権現
弁財天白龍王大権現（べんざいてんはくりゅうおうだいごんげん）は、福井県吉田郡永平寺町竹原にある神社（権現さん）である。別名、竹原弁財天。

## 概略
養老年間に僧侶泰澄が開基した。天台宗平泉寺の隆盛期、伽藍の一部として弁財天が祀られたといわれるが一向一揆の際に焼失。戦後、大阪の実業家により復興した。
商売繁盛の神様。
御神体の磐座の内部に白蛇がすんでいる。“へびがみさん”と親しまれている。雨の日の前日に白蛇に出会いやすい。祭礼時には多くの参拝客が訪れる。

## 祭神
- 弁財天
- 白蛇

## 例祭
- 初詣り1月1日･2日･3日
- 初巳祭毎年初巳の日、名物ぜんざい無料接待。
- 秋の例祭10月28日。護摩大祈祷

## リンク
- 越前竹原弁財天、弁財天奉賛会
- 永平寺町観光ガイド[リンク切れ]